# Geschichte der Lesben- und Schwulenbewegung
Als Lesben- und Schwulenbewegung bezeichnet man die Emanzipationsbewegung homosexueller Männer und Frauen seit dem Ende der 1960er, Anfang der 1970er Jahre. Anhand der Bezeichnung wird sie historisch abgegrenzt von der Homosexuellenbewegung vom Ende des 19. Jahrhunderts bis Ende der 1930er Jahre und der Homophilenbewegung, die über die 1940er Jahre hinweg bis zum Anfang der 1970er Jahre reichte.
Der Schwulen- und Lesbenwegung gelang es vor allem in Nordamerika sowie in weiten Teilen Europas seit ihrer Entstehung eigenständige Subkulturen und Organisationsstrukturen aufzubauen und sukzessive juristische, politische und gesellschaftliche Forderungen durchzusetzen. In Deutschland wurde 1994 die ersatzlose Streichung des § 175 StGB durchgeführt, der zuvor sexuelle Handlungen zwischen Personen männlichen Geschlechts unter Strafe stellte.
Die moderne deutsche Lesben- und Schwulenbewegung hat seit ihrer Entstehung maßgeblich das gesellschaftliche Klima von sozialer Ächtung hin zu wesentlich mehr Gleichberechtigung und Achtung von Schwulen und Lesben verändern können. Durch die veränderten gesellschaftlichen Bedingungen fiel in den 1990er Jahren der Paragraph 175 und konnte 2001 die Eingetragene Lebenspartnerschaft beschlossen werden, die schließlich 2017 in der gleichgeschlechtlichen Ehe mündete.
Außerhalb der westlichen Welt war die Lesben- und Schwulenbewegung häufig die erste Emanzipationsbewegung gleichgeschlechtlich liebender Menschen. Je nach kulturellem Hintergrund sind ihre Bestrebungen unterschiedlich erfolgreich. Während sich in manchen Regionen der Welt (wie in Teilen Ost- und Südostasiens oder Süd- und Mittelamerikas) die Situation für Schwule und Lesben sukzessive verbessert, ist in anderen Regionen wie in Teilen des subsaharischen Afrikas, islamischer Staaten und des postsowjetischen Raums eher eine Verschlechterung zu beobachten. Dabei ist die Ausgangslage häufig komplex, da manche Nationen, die – häufig aus kolonialem Erbe – Gesetze gegen Homosexualität hatten oder noch haben, Homosexualität nicht aktiv verfolgen und in ihnen gesellschaftlich ein permissives Klima vorherrscht. Im Gegenzug gibt es Länder, in denen Homosexualität zwar juristisch nicht verfolgt wird, Lesben und Schwule aber gesellschaftlich geächtet sind. Schutz davor, z. B. in Form von Antidiskriminierungsgesetzen, ist nicht immer gewährleistet, ebenso besteht eine Gleichstellung in Bezug auf die Ehe noch relativ selten. Eine Übersicht über die weltweite Situation findet sich in der Liste von Ländern nach LGBT-Toleranz und -Rechten.

## Vorgeschichte – Die Homophilenbewegung
Als Homophilenbewegung bezeichnet man die Emanzipationsbewegung homosexueller Männer und teilweise Frauen von den 1940er bis Ende der 1960er Jahre. Ideell speiste die Homophilenbewegung sich aus der ersten Homosexuellenbewegung, konnte deren Erbe aber aufgrund der auch sozial und intellektuell zerstörerischen Homosexuellenpolitik der Nationalsozialisten nur in stark fragmentarisierter Form wahrnehmen. Tradiert und transformiert wurde dieses Erbe vor allem in der Schweiz, von dort befördert entstand in den Niederlanden (ab 1946), Skandinavien (ab 1948) sowie in den USA die organisierte Homophilenbewegung. Essentiell für homophile Positionen war ein eher defensiver Ansatz, der die Mehrheitsgesellschaft von der „Ungefährlichkeit“ Homosexueller überzeugen wollte.
In Deutschland spürte man noch stark die Nachwirkungen der nationalsozialistischen Ideologie, viele Protagonisten waren umgekommen oder wurden vertrieben, wenige kamen zurück, und die wenigen Aktivisten zerstritten sich auch teilweise. Der deutsche Straftatbestand in § 175 StGB blieb auch in der nationalsozialistischen Fassung bestehen, und mit der damit einhergehenden Zensur wurde jede Aufklärung über das Thema erschwert. Es wurden Zeitschriften zensiert und verboten, und der Versuch, homosexuelle Organisationen zu gründen, führte zu Verhaftungen. Es kam nur zu vereinzelten Vorstößen gegen den nur für Männer geltenden Straftatbestand § 175 StGB. Sonst gab es nur wenige kleine Privatzirkel. Der Begriff homosexuell wurde von vielen vor allem wegen des Wortteils „-sexuell“ abgelehnt, und neben den Versuchen, neue Begriffe zu finden, bezeichnete man sich meist als homophil. Mit Wirkung vom 1. September 1969 wurde das Strafrecht reformiert und homosexuelle Handlungen über 21 Jahren und unter 18 Jahren straffrei.

## Stonewall und die Entstehung der globalen Schwulen- und Lesbenbewegung
Mit dem Stonewall-Aufstand vom 27. bis zum 29. Juni 1969 begann in den USA ein neues Zeitalter. Die Homosexuellen wurden wieder selbstbewusster und wollten selbstbestimmend werden. Treibende Kraft waren anfangs vor allem politisch Linke und Studenten, die 68er-Bewegung zeigte ihren Einfluss. Innerhalb kurzer Zeit entstanden viele neue Initiativen, von etwa 50 Organisationen schnellte die Zahl auf etwa 2500 zwei Jahre später; sie brachen mit der Angepasstheit der Homophilenbewegung. Manche Aktivisten wechselten, andere hörten auf. 1970 gab es die erste kleine Demonstration in London und 1971 wurde in Paris beim Ersten Mai mitmarschiert. Sukzessive wurde die Lesben- und Schwulenbewegung in den kommenden Jahrzehnten weltweit aktiv.

## 1970er Jahre

### Vereinigte Staaten

#### Gay Liberation FrontundGay Activists Alliance
In New York bildete sich unmittelbar nach dem Stonewall-Aufstand im Juni 1969 die Gay Liberation Front (GLF). Die Namenswahl war eine Anspielung auf die südvietnamesische Befreiungsfront Vietkong. Als erste Organisation, die bereit war, in offener Konfrontation für die Befreiung von Schwulen und Lesben einzutreten, markierte die GLF, wie auch der ihr vorausgegangene Stonewall-Aufstand, eine völlig neue Qualität. Mit der Sichtbarmachung von Lesben und Schwulen legte sie eine Grundlage für alle späteren Liberalisierungen, obwohl ihre Ziele über die Integration einer Minderheit hinausgingen.
Bereits sehr früh zeichnete sich eine Spaltung an der Frage ab, ob die GLF andere militante linke Organisationen wie z. B. die Black Panther Party unterstützen sollte. 1970 gründeten Jim Owles und Marty Robinson außerhalb der GLF eine neue Organisation: die Gay Activists Alliance (GAA). In einer Broschüre für Neulinge stellte sie sich so dar:

„Die Gay Activists Alliance ist eine militante (obwohl gewaltfreie) homosexuelle Bürgerrechtsorganisation. […] Die GAA hat sich ausschließlich der Befreiung der Homosexuellen verschrieben und vermeidet jede Beteiligung an einem Aktionsprogramm, das keinen offensichtlichen Bezug zu Homosexuellen hat. […] Die GAA gebraucht die Taktik einer konfrontativen Politik. Politiker und Personen in gesellschaftlicher Autorität, die zur Unterdrückung von Homosexuellen beitragen, werden öffentlich bloßgestellt durch Massendemonstrationen, das Sprengen von Versammlungen sowie Sit-ins.“

Nach dem Auszug der gemäßigten Aktivisten verstand sich die GLF offen als revolutionäre Organisation. In einem Interview mit Mitgliedern der GLF New York, das in der San Francisco Free Press veröffentlicht wurde, wurde auf die Frage, was die Gay Liberation Front sei, geantwortet:

„Wir sind eine revolutionäre homosexuelle Gruppe von Männern und Frauen, die sich mit der Erkenntnis gebildet hat, dass komplette sexuelle Befreiung für alle Menschen nicht verwirklicht werden kann, wenn nicht die existierenden sozialen Institutionen abgeschafft werden. Wir lehnen den Versuch der Gesellschaft ab, uns sexuelle Rollen und Definitionen unserer Natur aufzuerlegen. Wir treten aus diesen Rollen und simplistischen Mythen heraus. Wir werden sein, wer wir sind. Zur gleichen Zeit schaffen wir neue soziale Formen und Beziehungen, das bedeutet Beziehungen, die auf Brüderlichkeit, Kooperation, menschlicher Liebe und ungehinderter Sexualität basieren. Babylon hat uns gezwungen, uns einer Sache zu verpflichten … der Revolution.“

Ein Jahr alt, umfasste die GLF neben den Vollversammlungen am Sonntagabend, die von ca. siebzig bis achtzig Personen besucht wurden, 19 Zellen oder Aktionsgruppen, zwölf Gruppen zur Bewusstseinsbildung, ein Treffen am Mittwochabend für Männer, ein Frauentreffen am Sonntagabend vor der Vollversammlung, drei Wohn-Kommunen und eine Radical Study Group. Darüber hinaus gab es die GLF-Zeitung Come Out! und die Zeitschrift der GLF-Kommune in der 17. Straße, Gay Flames.
Aus den Erfahrungen der US-GLF wurden in einigen anderen Ländern Ableger gegründet, unter anderem die englische Gay Liberation Front, die – von Aubrey Walter und Bob Mellors ins Leben gerufen – vor allem in London, später im ganzen Land ihre Aktivitäten entfaltete.

#### Entstehung des lesbischen Feminismus
Die Gründung des lesbischen Feminismus ging auf den zweiten Jahreskongress zur Vereinigung der Frauen am 1. Mai 1970 zurück, wo unter Veranstaltung eines Happenings das Manifest der Frauenidentifizierten Frau verteilt wurde. Darin hieß es:

„Was ist eine Lesbe? Eine Lesbe ist die Wut aller Frauen, verdichtet bis zum Punkt der Explosion. Lesbisch ist das Wort, das Etikett, der Zustand, der Frauen auf Linie hält. … Lesbisch ist ein Label, das vom Mann erfunden wurde, um es auf jede Frau zu werfen, die es wagt, seinesgleichen zu sein, seine Vorrechte in Frage zu stellen … das Primat ihrer eigenen Bedürfnisse zu behaupten. Es ist das Primat von Frauen, die sich auf Frauen beziehen … die Basis für die Kulturrevolution.“

Die lesbischen Frauen, die das Abschlussplenum mit einer Reihe von Resolutionen konfrontierten, gaben sich im Anschluss an den Kongress den Namen „Radicalesbians“. Die Separierung von der Schwulenbewegung rief bei den GLF-Frauen zunächst heftige Kritik hervor. Doch die Unsichtbarkeit von Lesben in der GLF, am Ende der Vorwurf des Sexismus, der Ignoranz gegenüber den Problemen von Frauen führten schließlich zu ihrem Auszug. 1970 gründeten sie in San Francisco die Gay Women’s Liberation. Und 1973 ging aus der Gay Activists Alliance, der bürgerlichen Abspaltung der GLF, die Lesbian Feminist Liberation hervor.
Die lesbisch-feministische Bewegung verabschiedete sich vom Begriff gay und legte sich die Bezeichnungen lesbian und dyke zu.
1971 gründeten sich die Furien, mit Basis in Washington, D. C., die das Programm des lesbischen Separatismus weiterentwickelten und auf die Organisation des privaten Lebens übertrugen. „Heterosexuelle Frauen werden durch Männer verwirrt, setzen Frauen nicht an erste Stelle“, schrieb Rita Mae Brown, eine der Gründerinnen. „Sie verraten Lesben und zuletzt verraten sie auch sich selbst.“ In der ersten Nummer ihrer gleichnamigen Zeitschrift hieß es schließlich:

„Der Lesbianismus bedroht die männliche Herrschaft in ihrem Kern. In politisch bewusster und organisierter Form hat er eine zentrale Funktion dabei, unser sexistisches, rassistisches, kapitalistisches und imperialistisches System zu zerstören. […] Lesben müssen Feministinnen werden und gegen die Unterdrückung von Frauen kämpfen, genau wie Feministinnen Lesben werden müssen, wenn sie männliche Herrschaft zu beenden hoffen.“

### Deutschsprachiger Raum

#### Bundesrepublik Deutschland
Die Schwulenbewegung der 1970er Jahre orientierte sich international sehr stark an anderen Neuen Sozialen Bewegungen, insbesondere an der Neuen Linken. Die Lesbenbewegung verschmolz zu einem großen Teil mit der Frauenbewegung und prägte dort das Paradigma des Lesbischen Feminismus.
In Deutschland und der Schweiz war Stonewall noch wenigen bekannt. In Deutschland gilt die Uraufführung des Films Nicht der Homosexuelle ist pervers, sondern die Situation, in der er lebt (1971) von Rosa von Praunheim als Auslöser der modernen Lesben- und Schwulenbewegung, die sich von der aus ihrer Sicht auf gesellschaftliche Anpassung und Unterordnung setzenden Homophilenbewegung abgrenzte und für mehr Freiheit, Gleichberechtigung und Sichtbarkeit plädierte. Mit seinem Film leitete Rosa von Praunheim die moderne Lesben- und Schwulenbewegung ein, die sich ab den 2010er Jahren unter Begriffen wie LSBTI- und Queer-Bewegung weiterentwickelte. Von Praunheims Anspruch, Homosexuelle im Sinne einer Emanzipationsbewegung zu politisieren, machte sich bereits 1969 in seinem Film Schwestern der Revolution bemerkbar. Die Cargo-Filmzeitschrift schrieb in einer Rückschau, der Film würde eine Gender- und Queerness-Theorie entwickeln, ohne von den damals gerade erst einsetzenden Elaborierungen dieser Konzepte schon viel wissen zu können. Auch andere Kurzfilme von Rosa von Praunheim beschäftigen sich mit dem Thema einer homosexuellen Revolution, bevor 1971 Nicht der Homosexuelle ist pervers, sondern die Situation, in der er lebt erschien.
Homophile Organisationen waren meist gegen die Aufführung des Films und vor allem gegen die Ausstrahlung im Fernsehen 1972, da man negative Effekte befürchtete. Nach einigen Vorstellungen bildeten sich Diskussionen und daraus Initiativen und Vereine. Die bestehende kommerzielle Subkultur wurde teilweise als Sexghetto verachtet. Zwischen Homophilen und Schwulen kam es immer wieder zu Spannungen. Wenige alte Homophile wechselten die Lager. Zur Geschichte vor 1933 gab es so gut wie keine Verbindung, viele neue Aktivisten wussten nicht einmal, dass es vorher in Deutschland eine Bewegung gegeben hatte. Das erste neue Buch darüber erschien 1975 in den USA, und erst mit der Zeit begann man die alte Bewegung aufzuarbeiten. In Österreich wurde zwar 1971 das Totalverbot männlicher und weiblicher homosexueller Handlungen aufgehoben, aber durch vier neue Paragraphen ersetzt, darunter ein Werbeverbot und ein quasi Vereinsverbot. Die katholische Kirche hatte nach wie vor großen Einfluss auf Politik und öffentliche Meinung. Zusätzlich wurde Homosexualität noch als etwas Privates verstanden, und auch in den österreichischen Medien wurde selten und nur negativ darüber berichtet (während in Deutschland etwa Der Spiegel schon ausgewogener berichtete). Auch andere neue soziale Bewegungen starteten in Österreich später; die Studentenbewegung war im Vergleich zu anderen Ländern nie eine Massenbewegung geworden, und so fehlte es an Möglichkeiten, Protesterfahrung zu sammeln. Dadurch entstanden hier erst 1975/1976 die ersten Gruppen, und 1980 wurde der erste Verein gegründet. Etwas spezifisch Deutsches und Österreichisches waren ab Mitte der 1970er Jahre die starke Beschäftigung mit dem Nationalsozialismus und die Forderung nach Erwähnung, Anerkennung als Opfer und Wiedergutmachung. Auch hierzu kamen entscheidende Impulse aus den USA.
Neben verschiedenen Demonstrationen und politischen Aktivitäten, die sich gegen die Diskriminierung von Homosexuellen richteten, entstand eine alternative Infrastruktur, die sich außerhalb der kommerziellen Subkultur etablierte. Buchläden, Verlage, Zentren und Vereine aus der damaligen Zeit existieren vereinzelt heute noch.
Ein zentrales Konzept war das Coming-out, das Homosexuellen ermöglichen sollte, eine selbstbewusste Identität als Lesbe oder Schwuler herauszubilden. Das schwule Coming-out hatte vor allem bei schwulen Männern und für die Schwulenbewegung in den 1970er Jahren und zum Teil noch bis heute zwei wichtige Aspekte, die im Idealfall miteinander verknüpft waren:
- Das individuelle Coming-out. Das war das eigene Sich-bewusst-werden und das Bekanntgeben der eigenen Homosexualität gegenüber der Familie und dem engsten Freundeskreis.
- Das gesellschaftliche Coming-out. Hier sollte der einzelne in seiner jeweiligen gesellschaftlichen Stellung sein „Schwul sein“ öffentlich machen, damit zum einen die Gesellschaft sich mit der Homosexualität in möglichst vielen Berufen und gesellschaftlichen Positionen auseinandersetzen kann/muss, und zum anderen andere Homosexuelle eine Identifikationsmöglichkeit haben, die ihnen das persönliche Coming-out und das Leben als selbstbewusste Schwule wiederum erleichtert.

Noch im selben Jahr gründeten sich als direkte Auswirkung die Homosexuelle Aktion Westberlin (HAW), die Rote Zelle Schwul (RotZSchwul) in Frankfurt sowie zahlreiche andere Gruppen im gesamten Bundesgebiet. Am Samstag, 29. April 1972 wurde in Münster zum einjährigen Bestehen der HSM die erste Schwulendemo in der Bundesrepublik durchgeführt.
Die erste TV-Ausstrahlung des Films von Rosa von Praunheim Anfang 1972 führte unter anderem zur Gründung der HAW-Frauengruppe. Die HAW Frauen, die sich ab 1974 feministisch definierten und der Frauenbewegung annäherten, verfolgten eine offensive Strategie des Sichtbarwerdens. Zentral war der von ihnen mitgestaltete Film … und wir nehmen uns unser Recht (ausgestrahlt am 14. Januar 1974 auf den Dritten Programmen). Ziel der HAW-Frauen war, aus der Isolierung, der Einsamkeit und der Tabuisierung lesbischen Lebens herauszukommen und dies möglichst allen lesbischen Frauen zu ermöglichen. Im Film wurde ihre Adresse gezeigt – die Frauen erhielten jede Menge Post – und in der Folge gründen sich bundesweit Lesbengruppen.

##### Tuntenstreit
1973/74 kam es zu einer ersten Strategiediskussion in der Schwulenbewegung, dem so genannten Tuntenstreit. Der Konflikt brach beim Pfingsttreffen 1973 in Westberlin aus. Als bei der Abschlussdemonstration mit über 700 Teilnehmern die aus Frankreich und Italien angereisten Schwulen in Frauenkleidern, sogenannte Tunten, auftraten, kam es zum Eklat, der sich schließlich zur HAW-internen Strategiedebatte ausweitete. Ergebnis war die Spaltung in einen integrationistischen Flügel aus orthodoxen Marxisten und die radikale Fraktion der Feministen.
Für die Ersteren war die Homosexuellenunterdrückung ein „vorkapitalistisches Relikt“ und kein Wesensmerkmal der bürgerlichen Gesellschaft. Da eine Integration der Homosexuellen jederzeit möglich erschien, wurde die Aufgabe der „homosexuellen Sozialisten“ darin gesehen, in der Arbeiterbewegung aktive Solidarität für die homosexuelle Minderheit und bei den Homosexuellen ein Bewusstsein über ihre mehrheitliche Lage als ausgebeutete Lohnarbeiter zu entwickeln.
Anders die feministische Fraktion. Deren Vertreter lehnten eine Minderheitenpolitik ab, die darauf hinauslaufe, die herrschende Form von Heterosexualität unangetastet zu lassen. Letztere sei durch gewaltsame Überzeichnung der Geschlechterrollen und eine latent homosexuelle Identifizierung der Männer untereinander geprägt. Aus dieser Perspektive leiteten sie die Forderung nach einer autonomen Schwulenbewegung ab, die, statt in Demutsgesten gegenüber den heterosexuellen Genossen zu verfallen, eigenständige Positionen entwickeln und in die Linke einbringen müsse.
In dieser Situation gründeten am Rande eines Treffens bundesdeutscher Schwulengruppen im Mai 1977 einige Personen, die alle auch in ihren jeweiligen Wohnorten in Schwulengruppen aktiv waren, die Gruppe NARgS, die erreichte, dass während des dritten Russell-Tribunals über „Menschenrechtsverletzungen in der Bundesrepublik Deutschland“ 1978/79 auch ein Fall von Verhinderung sachlicher Informationen über Homosexualität als Rechtsverletzung behandelt wurde. Die Erfahrungen aus der Vorbereitungszeit führten in der Gruppe zu dem Entschluss, eine Veranstaltung von und für Schwule zu planen, um autonom über Ziele und Wege der Schwulenbewegung bestimmen zu können. Durch die umfangreiche Berichterstattung wurde Homolulu zu einem Einschnitt in der Entwicklung der bundesdeutschen Schwulenbewegung.

### Deutsche Demokratische Republik
Im Jahr der Weltjugendfestspiele, die 1973 in Ost-Berlin stattfanden, gab es bereits einen regen Austausch zwischen Mitgliedern der Homosexuellen Aktion Westberlin (HAW) und Schwulen, die in der DDR politisch engagiert waren. Einige HAW-Aktivisten waren damals oder wenig später Mitglieder der SEW, welche mit der westdeutschen DKP vergleichbar war. Diese Parteimitglieder, z. B. Volker Eschke, aber auch unabhängige HAW-Aktivisten hatten Kontakt zu Peter Rausch, Michael Eggert und anderen, die damals eine lose Vereinigung von Schwulen in der DDR bildeten.
Einerseits hatte die Staatsführung der DDR nichts gegen Kontakte zu West-Berliner Kommunisten einzuwenden, andererseits stieß der schwule Emanzipationsanspruch doch auf mehr oder weniger offenes Misstrauen von staatlicher Seite. So wurden viele Treffen zwischen DDR-Schwulen und HAW-Mitgliedern – oft bemerkt, manchmal auch unbemerkt – von der Staatssicherheit überwacht.
Heute gibt es nur wenige Dokumente über das homosexuelle Leben in der DDR. Ein Stück lesbischer Emanzipationsgeschichte in der DDR arbeitet der Film warum wir so gefährlich waren. geschichten eines inoffiziellen gedenkens auf.

### Niederlande
Das bereits 1946 als Shakespeareclub in Amsterdam gegründete Cultuur- en Ontspanningscentrum (C.O.C.) konnte 1971 eines seiner Hauptziele, die Reform des Artikel 248-bis im Wetboek van Strafrecht (niederländisches Strafgesetzbuch), erreichen. Dieser ehemalige Paragraph stellte den gleichgeschlechtlichen Kontakt zwischen 16 und 21 Jahren unter Strafe und ließ Strafen bis zu einem Jahr Haft zu. Hingegen lag für heterosexuelle Menschen das Schutzalter bei 16 Jahren. In diesen Zeitraum konnte auch eine zunehmende Akzeptanz der Homosexualität in der niederländischen Gesellschaft erreicht werden. 1973 wurde das COC, welches seit 1971 den Namen Nederlandse Vereniging voor Integratie van Homoseksualiteit COC führt, offiziell als Verein registriert. Neben dem COC entstanden in dieser Zeit weitere LGBT-Vereine in den Niederlanden.

### Schweiz
1975 fand in Basel die erste öffentliche Demonstration die Teilnahme einer Schwulen Gruppe mit einem Transparent beim 1.-Mai-Umzug statt. Drei Jahre später gab es nach der Übergabe einer Petition für die Aufhebung der Schwulenregister ein Sit-in auf dem Zürcher Platzspitz, welches bereits als Christopher-Street-Liberation-Memorial Day bezeichnet wurde. Die erste offizielle Nationale Schwulendemo fand 1979 in Bern statt.

## 1980er Jahre

### Vereinigte Staaten
Im Sommer 1979 entstand mit Samois erstmals eine feministische Lesben-Gruppe, die sich in den 1980er Jahren politisch für die Rechte von lesbischen Sadomasochistinnen engagierte. Ihr 1981 veröffentlichter Titel Coming to Power führte schließlich auch in der lesbischen Gemeinschaft zu einer erhöhten Akzeptanz und zu mehr Verständnis des Themas BDSM. Die Gruppe nahm gegen den Widerstand der Organisatoren gemeinsam mit der BDSM-Gruppe Janus an der Veranstaltung Gay Freedom Day Parade teil und trug dabei erstmals T-Shirts mit der Aufschrift The Leather Menace. Dies gilt als erstes offenes Auftreten einer sadomasochistischen Lesben-Gruppe auf einer öffentlichen Veranstaltung. Die offene Teilnahme der Gruppe bei dieser Veranstaltung machte erstmals Differenzen zu einer Teilmenge der nichtsadomasochistischen Lesben deutlich, die BDSM als Grundlage von Frauenhass und Gewaltpornographie sahen.
In Folge kam es zunächst zu massiver Zensur in der lesbischen Subkultur. Der resultierende ideologische Konflikt dauerte jahrzehntelang an und legte die Grundlage für eine bis heute andauernde Auseinandersetzung, die im angelsächsischen Raum unter der Bezeichnung Feminist Sex Wars bekannt ist. Hierbei kam es zu teilweise äußerst aggressiven Auseinandersetzungen mit verschiedenen feministischen Organisationen wie Women Against Violence in Pornography and Media (WAVPM) und Women Against Pornography. Prominente Vertreter der sich hieraus ergebenden theoretischen Diskussion sind z. B. Pat Califia und Gayle Rubin und auf der einen und Andrea Dworkin und Catharine MacKinnon auf der anderen Seite. Die Arbeiten der Befürworter führten zu der Entwicklung des Sexpositiven Feminismus. Der Diskurs über die Legitimität weiblichen Sadomasochismus hält bis heute an. Im deutschsprachigen Raum nahm die Diskussion um die PorNO-Kampagne die wichtigsten Argumente und Forderungen der antipornografischen Seite auf, eine vergleichbar intensive Diskussion unter Feministen blieb jedoch weitestgehend aus, da die Thesen der Debatte überwiegend nur in den kritischen Teilaspekten transferiert wurden.

### Bundesrepublik Deutschland
Die 1980er Jahre waren in der Bundesrepublik vor allem durch eine Institutionalisierung der Lesben- und Schwulenbewegung geprägt:
- 1982 entstand der Lesbenring als Dachorganisation lesbischer Frauen und 1986, als dessen schwules Pendant, der Bundesverband Homosexualität (BVH).
- Ab 1977 entstanden im Umfeld der Berliner Allgemeinen Homosexuellen Arbeitsgemeinschaft (AHA-Berlin e. V.) zahlreiche Gruppen, die in gesellschaftliche Großorganisationen hineinwirken wollten: die Ökumenische Arbeitsgruppe Homosexuelle und Kirche zum Evangelischen Kirchentag 1977 in Berlin, der Arbeitskreis Homosexualität in der Gewerkschaft ötv-Berlin (heute ver.di), die Schwusos in der SPD, offizielle Anerkennung 1983, der Arbeitskreis Homosexualität der damals noch FDP-nahen Jungdemokraten (1978 in Berlin, offizielle Anerkennung als FDP-Arbeitskreis 1981), die Bundes-AG SchwuP innerhalb der Grünen und 1984 die DKP-nahe Demokratische Lesben- und Schwuleninitiative (DeLSI), zuvor jedoch bereits eine Arbeitsgruppe der SEW-nahen Hochschulgruppe ADSen (Arbeitsgemeinschaft von Demokraten und Sozialisten).
- In den bundesdeutschen Studierendenvertretungen (ASten) wurden ab 1981 fast überall Schwulenreferate eingerichtet, die zunächst als reguläre Bestandteile der offiziellen ASten akzeptiert werden wollten und dafür auch verschiedentliche Rechtshändel mit der staatlichen Hochschulverwaltung austragen mussten. Später verzichteten die lesbischen und schwulen Studenten auf diesen offiziellen Status und firmierten als „autonome Lesben- und Schwulenreferate“.
- Bundesweite Ausstrahlung hatten auch die Berliner Lesbenwoche (1985–1997) und das Lesben-Frühlings-Treffen, das seit Ende der siebziger Jahre jeweils in einer anderen Stadt stattfand. Die Namen dieser Veranstaltungen zeigen, dass sich Lesben auch in den 80ern überwiegend autonom, d. h. unabhängig von Männern, engagierten.
- In Westberlin arbeitete und koordinierte das Treffen der Berliner Schwulengruppen schwulenpolitische Aktivitäten in der Stadt.

Allein zwischen Dezember 1980 und Mai 1986 erhöhte sich die Zahl der lesbisch-schwulen Emanzipationsgruppen von etwa 148 auf 416. 1981 veröffentlichte der Hamburger Autor Thomas Grossmann mit seinem Ratgeber Schwul – na und? den ersten Ratgeber zum Coming Out für Schwule; ebenfalls 1981 erregte der erste Ratgeber für Lesben, Pat Califias Sapphistrie: Das Buch der lesbischen Sexualität Aufsehen. 1989 machte Bea Trampenau auf die Situation lesbischer Mädchen aufmerksam mit Kein Platz für lesbische Mädchen.
Ein zweites Novum war die Organisierung eines jährlichen Christopher Street Day, um an den Stonewall-Aufstand zu erinnern. Die ersten CSDs fanden 1979 in Bremen und Berlin statt.
Etwa ab 1983 warf die Immunschwächekrankheit AIDS ihren Schatten über die Schwulenbewegung. Zum einen starben in den folgenden Jahren zahlreiche prominente Aktivisten; zum anderen ging es nun darum, eine repressive Gesundheitspolitik abzuwehren, wie sie vor allem der bayerische Innenpolitiker Peter Gauweiler voranzutreiben versuchte. So forderte dieser 1986 die Einrichtung von Internierungslagern für AIDS-Kranke.
Trotz ihrer Erfolge in der Aids-Politik, die Homosexualität als Thema in die breite Öffentlichkeit trug, geriet die Lesben- und Schwulenbewegung gegen Ende der 1980er Jahre in eine Sinnkrise, die sie mit fast allen anderen sozialen Bewegungen teilte. Viele Aktivisten zogen sich enttäuscht aus der Bewegung zurück. Die Ursachen hierfür sind vielschichtig:
- Die Verallgemeinerung eines lesbischen und schwulen Selbstbewusstseins machte es überflüssig, sich innerhalb der Bewegung zu engagieren, um in den Genuss der von ihr geschaffenen Identität zu gelangen.
- Der Begriff „Politschwester“ wurde zu einem szeneinternen Stigma-Begriff. Politisches Engagement galt als „unsexy“.
- Aufgrund der steigenden Akzeptanz ihrer Lebensweise sahen viele Szeneangehörige die Mission der Lesben- und Schwulenbewegung bereits als erfüllt an.
- Ehemalige Bewegungszeitschriften begannen, sich in kommerzielle Lifestyle-Magazine zu verwandeln und von ihrer Bindung an die Lesben- und Schwulenbewegung zu lösen.
- Politische Schlagworte wie „Emanzipation“ und „Patriarchat“ wurden durch den Niedergang der Neuen Linken weitgehend entwertet.
- Die Bewegung hatte sich professionalisiert und schloss durch ihre zunehmende Verbandsstruktur eine Beteiligung der Basis aus.

Aufgrund dieser Tendenzen erklärten einige ehemalige Aktivisten die Lesben- und Schwulenbewegung 1989 für gestorben.

## 1990er Jahre

### Deutschland
Anfang der 1990er Jahre explodierten die Teilnehmerzahlen an den deutschen CSDs (in Berlin etwa 500.000 Personen). Gleichzeitig ging die aktive Beteiligung an klassischen politischen Emanzipationsgruppen drastisch zurück. Das Treffen Berliner Schwulengruppen (TBS), eine Art Arbeits-, Planungs- und Diskussionskreis politisch interessierter Schwulengruppen, löste sich auf. Die homosexuelle Subkultur war zur lesbisch-schwulen Szene geworden, die sich häufig auch als Community bezeichnete, und übernahm damit als Ganzes die Identität, die ursprünglich ein besonderes Merkmal politischer Emanzipationsgruppen war. Die Unterscheidung zwischen Subkultur und Bewegung verblasste dadurch zusehends, so dass heute beide Begriffe als antiquiert erscheinen. Die zahlreichen Gruppengründungen der frühen 1990er Jahre sind durch eine starke Ausdifferenzierung der Interessen gekennzeichnet. Sie reichen von Sport- und Jugendgruppen bis hin zu Migranten- und Menschenrechtsvereinen. Es entstand jedoch 1997 in Berlin der jährlich stattfindende Transgeniale CSD, welcher sich als politische Alternative zu den großen CSDs verstand.

#### Streit der Verbände um Lebensformenpolitik
Die politische Lesben- und Schwulenbewegung im engeren Sinne schmolz während der 1990er auf einzelne Verbände zusammen, die vorrangig das Ziel verfolgten, den Gesetzgeber in seiner Politik zu beeinflussen. Charakteristisch war hierfür besonders die Entstehung des Schwulenverbands in Deutschland (SVD). Im Februar 1990 als „Schwulenverband in der DDR“ gegründet, vertrat er ursprünglich den oppositionellen, der evangelischen Kirche nahestehenden Teil der Lesben- und Schwulenbewegung in der DDR. In den folgenden Monaten warb er zahlreiche ehemalige Mitglieder des West-Verbands BVH an und dehnte sich schließlich im Juni auf das gesamte wiedervereinigte Deutschland aus.
Differenzen zwischen den beiden Verbänden, SVD und Bundesverband Homosexualität (BVH), gab es vor allem um die Frage, ob man die Öffnung der Ehe für Lesben und Schwule fordern solle oder ob sich dies verbiete. Das vom BVH entworfene Konzept der „Notariell beglaubigten Partnerschaft“ wollte Verwandtschaftsrechte nicht mehr an eine bestimmte Lebensform binden. So sah das Konzept weder eine Beschränkung der Zahl noch des Geschlechts der Partner vor. Dem SVD wurde vorgeworfen, die bürgerliche Ehe kopieren zu wollen und die emanzipatorischen Prinzipien der Lesben- und Schwulenbewegung zu verraten. Demgegenüber sah es der SVD nicht als Aufgabe der Homosexuellen in ihrer Eigenschaft als sozialer Minderheit an, die Gesellschaft zu verändern. Anzustreben sei vielmehr eine Gleichstellungspolitik, die der Diskriminierung von lesbischen Bürgerinnen und schwulen Bürgern ein Ende bereite.
Im Laufe der 1990er Jahre geriet der BVH mit seiner Lebensformenpolitik zunehmend ins Abseits. Juristen zweifelten an der Realisierbarkeit seines Gesetzentwurfs, die Boulevardpresse adoptierte die zur „Homo-Ehe“ popularisierte Forderung des SVD, und die Grünen machten den SVD-Bundessprecher Volker Beck zu einem ihrer Kandidaten für den Bundestag. Aufgrund wachsender Bedeutungslosigkeit und interner struktureller Probleme löste sich der BVH 1997 auf.
Ein Jahr später bildete sich die Initiative „Beck ab!“, um die Wiederaufstellung von Volker Beck für den Bundestag zu verhindern. Nach ihrem Scheitern entstand daraus das wissenschaftlich-humanitäre komitee (whk), das sich selbst nicht als Lesben- und Schwulenorganisation, sondern als linkes sexualemanzipatorisches Bündnis versteht. Seine konfrontativ angelegte Politik wirkte von Anfang an stark polarisierend auf die lesbisch-schwule Öffentlichkeit.
1999 wurde der SVD zum Lesben- und Schwulenverband in Deutschland (LSVD) erweitert. Damit gab es für Lesben eine Alternative zum Lesbenring, der die Homo-Ehe aus feministischen Gründen ablehnte. Etwa zur selben Zeit stellte die parteilose Bundestagsabgeordnete Christina Schenk einen Antragsentwurf für eine rechtliche Entkernung der Ehe sowie „frei delegierbare Angehörigenrechte“ vor. Dieses Modell, das in der Lesben- und Schwulenbewegung unter dem Stichwort „Wahlverwandtschaften“ als Alternative zur Homo-Ehe gehandelt wurde, fand in der PDS-Fraktion, der Schenk angehörte, jedoch keine hinreichende Unterstützung und wurde daher nie auf parlamentarischer Ebene diskutiert.
Am Ende machte sich der Bundestag weder die Forderung des LSVD noch gar die seiner Gegner zu eigen. Mit Wirkung zum 1. August 2001 beschloss er stattdessen ein eigenes familienrechtliches Institut für Lesben und Schwule mit dem Namen „eingetragene Lebenspartnerschaft“, das rechtlich unterhalb der Ehe angesiedelt ist. Während der LSVD es gleichwohl als wichtigen Schritt in die richtige Richtung begrüßte, verhöhnten es seine Gegner als das „erste Sondergesetz für Homosexuelle seit der Abschaffung des Paragraphen 175“. In den folgenden Jahren trat der Verband für eine Angleichung der Eingetragenen Lebenspartnerschaft an die Ehe ein, was 2004 mit der Verabschiedung des „Lebenspartnerschaftsgesetzüberarbeitungsgesetzes“ partiell von Erfolg gekrönt war. In den folgenden Jahren erfolgte aufgrund verschiedener Urteile des Bundesverfassungsgerichtes die weitgehende Gleichstellung der Lebenspartnerschaften in Rechten und Pflichten zur Ehe.
Ebenso verabschiedeten die meisten Bundesländer Aktionspläne zur Bekämpfung von Homophobie, die unter anderem die altersgerechte und fächerübergreifende Aufnahme der sexuellen Vielfalt in die Bildungs- und Lehrpläne der Schulen zur Folge hatte.
Im Sommer 2017 gelang als weiterer Meilenstein in der Geschichte der Lesben- und Schwulenbewegung in Deutschland die parlamentarische Öffnung der Ehe in Deutschland, die zum 1. Oktober 2017 in Kraft trat.